# Кућа части
Кућа части је трећи студијски албум бенда S.A.R.S.. Албум се састоји из 11 нумера а препознатљив је по сингловима Бојана, Мир у свету и Митохондрије.
Од гостију, на албуму се појављују Shamso69 (Бркови), Саша Антић (TBF), Dialup Lama (Болесна штенад) и црногорски хип-хоп састав Who See.
Као и претходни, овај албум је такође издат као бесплатно издање, са линковима за преузимање доступним на званичном сајту бенда као и регионалним сајтовима МТВ-а. За прва два дана од издавања, албум је преузет више од 20.000 пута док та цифра расте на више од 45.000 за време од два месеца.